# Kai Wessel (Sänger)
Kai Wessel (* 1964 in Hamburg) ist ein deutscher Countertenor, Komponist, Dirigent und Musikpädagoge.

## Leben und Wirken
Kai Wessels musikalische Ausbildung begann mit Klavier- und Orgelunterricht im Kindesalter. Durch Mitgliedschaft in mehreren Hamburger (Kirchen-)Chören durchschritt er kontinuierlich die stimmliche Mutation vom Knabensopran über Alt und Tenor zum Bass. Mit dem Ziel, Komponist zu werden, begann Kai Wessel 1983 sein Studium der Musiktheorie und Komposition an der Musikhochschule Lübeck bei Roland Ploeger und Friedhelm Döhl (Abschluss Musiktheorie 1989, Jean-Philippe Rameaus „Traité de l’Harmonie“ – Übersetzung des Vorwortes und des ersten Buches mit Kommentar; Abschluss Komposition 1991). Nach Entdeckung seiner Countertenorstimme durch Ute von Garczynski wurde Gesang 1984 zum dritten Studiengang (Abschlüsse: Diplom 1988, Konzertexamen mit Auszeichnung 1991). Parallel zum Hauptstudium bei Ute von Garczynski in Lübeck kam das Studium der Historischen Aufführungspraxis an der Schola Cantorum Basiliensis bei René Jacobs (1984–1988). Erste Auftritte als Countertenor erfolgten im Herbst 1984 (Lübeck, Berlin, Flensburg).
Kai Wessel erhielt Preise beim Deutschen Gesangswettbewerb (Kat. B 1984; Kat. A 1988, Sonderpreis des Deutschen Bühnenvereins für die beste Interpretation eines zeitgenössischen Werkes) und dem Concours Musica Antiqua Brugge (1990) und Stipendien (Gotthard-Schierse-Stiftung Berlin; Studienstiftung des Deutschen Vokes; Deutscher Akademischer Austauschdienst für ein Aufbaustudium bei Peter Kooij in Hilversum).
Seit 1984 ist Kai Wessel international als Ensemblesänger und Solist auf Bühne und Podium tätig. Erste Bühnenerfahrung machte er mit der Titelpartie in Antonio Caldaras Il Batista bei den Sommertheaterfestivals 1986 in Hamburg (Kampnagel) und München (Regie: Thomas Röschner und Bernhard Helmich; Mus. Ltg.: Michael Mayr). Sein erstes Gastengagement war in der Rolle des ersten Parzen in Jean-Philippe Rameaus Hippolyte et Aricie am Stadttheater Freiburg 1988 (Regie: John Dew). Seitdem arbeitete er mit Orchestern und Ensembles unter der Leitung von Philippe Herreweghe, Nikolaus Harnoncourt, Gustav Leonhardt, Ton Koopman, Jordi Savall, William Christie, Nicholas McGegan, Reinhard Goebel, Masaaki Suzuki, Martin Haselböck, Hermann Max, Konrad Junghänel, Michael Hofstetter, Michel Corboz, Friedemann Layer, Hans-Werner Henze, Hans Zender, Kent Nagano, Sylvain Cambreling, Arturo Tamayo, Heinz Holliger, Peter Rundel, Iván Fischer, Markus Stenz, Franz Welser-Möst u. v. m. Diese Zusammenarbeit wurde dokumentiert durch zahlreiche Rundfunk-, Fernseh- und über 100 CD-Aufnahmen.
Operngastspiele führten Kai Wessel an die Häuser in Barcelona, Nizza, Hamburg (UA Burkhard Friedrich Lancelots Spiegel), Hannover, Berlin (Komische Oper; UA Isabel Mundry Ein Atemzug – Odyssee, Deutsche Oper), Dresden, Stuttgart, München (UA Jörg Widmann Babylon), Köln, St. Gallen und an das Theater Basel, dem er als Gast von 1994 bis 2004 verpflichtet war. Dort wirkte er mit in Produktionen in der Regie von Herbert Wernicke (Theodora, Giulio Cesare in Egitto, Wie liegt die Stadt so wüste, Actus tragicus, Israel in Egypt), Karin Beier (Semele), Claus Guth (UA Klaus Huber Schwarzerde) und Joachim Schlömer (Orfeo ed Euridice; UA Olga Neuwirth Lost Highway). Ebenso trat er in Bühnenproduktionen bei Festspielen für barocke oder zeitgenössische Musik auf wie den Händel-Festspielen in Göttingen (Joacim, Unulfo, Arsace, Giulio Cesare), Halle (Unulfo, Bertarido) und Karlsruhe (Giustino, Cleofe), in Schwetzingen (UA Salvatore Sciarrino Luci mie traditrici; UA Georg Friedrich Haas Thomas), Wien und Salzburg (u. a. Salvatore Sciarrino Luci mie traditrici und Aribert Reimann Lear), Amsterdam und Venedig (Mauricio Kagel Aus Deutschland), Innsbruck und Bregenz (UA Georg Friedrich Haas Die schöne Wunde).
Für seine Stimme wurden Werke geschrieben von Annette Schlünz, Rebecca Saunders, Karola Obermüller, Chaya Czernowin, Mauricio Kagel, Heinz Holliger, Klaus Huber, Matthias Pintscher, Stefano Gervasoni, Helmut Oehring, Dániel Péter Biró u. a.
Kai Wessel begann seine pädagogische Laufbahn an der Hochschule für Musik und Tanz Köln (Lehrauftrag 1997–2009) und der Konservatorium Wien Privatuniversität (2006–2012). Er war Lehrender für Gesang mit Schwerpunkt zeitgenössische Vokalliteratur an der Hochschule der Künste Bern (2014–2020) und Interimsdozent für Gesang an der Haute École de Musique Genève (2019/20). Seit 2009 ist er Professor für Gesang und Historische Aufführungspraxis für Sänger an der Hochschule für Musik und Tanz Köln. Unter seiner Leitung erfolgten Wiederaufführungen von Francesco Antonio Mamiliano Pistocchis Pastorale Il Narciso (Wien 2008, Köln WDR 2011), Antonio Caldaras Il Batista (Köln WDR 2014) und Jakob Grebers Pastorale La Ninfa contenta (Köln WDR 2021).
Kai Wessel ist Herausgeber der Reihe Seraphic Tunes bei der Edition Walhall (Werke von J. W. Franck, F. A. M. Pistocchi, J. Ph. Sack, G. Ph. Telemann u. a.) und Mitherausgeber des Schott-Campus-Bandes Der Countertenor.

## Kompositionen
- Briefe im Kriege (Georg Trakl, Ernst Barlach) für Mezzosopran, Sprecher, Oboe, Gitarre und 2 Schlagzeuger (1984)
- Für mich – 4 Variationen für meine Stimme über „Wo ich stehe Schatten“ (1985)
- In just-spring (E. E. Cummings) für Sopran und Klavier (1985)
- Sounds für eine 7-saitige Viola da gamba (1986)
- Sol-I für 2 Trompeten (1985–1987)
- Passacaglia für 11 Violoncelli (1986)
- Leisegang-Lieder (Dieter Leisegang) für Sopran und tiefes Streichtrio (1988/89)
- Zwei Lieder nach Matthias Claudius („Tändelei“, „Christiane“) für hohe Stimme, Klarinette, Horn, Violine, Violoncello und Klavier (1990)
- Ninna Nanna – Wiegenlied für eine Alt-Stimme (Countertenor) und Orchester (nach A. Scarlatti und T. Merula) (2005)
- Wagatomo Bōdoreruyo, 4 Haikus für Sopran und 2 Klarinetten nach Texten von Durs Grünbein (2022)